# 특수임무수행자
특수임무수행자(特殊任務遂行者) 또는 특수임무유공자는 대한민국에서 조선민주주의인민공화국에 파견한 공작원을 포함한 특별한 내용·형태의 정보수집 등을 목적으로 하는 국가를 위한 특별한 희생이 요구되는 활동을 한 사람을 부르는 말이다.

## 배경
6.25 전쟁 이후 대한민국 정부는 수차례 조선민주주의인민공화국에 공작원을 파견하였으나,  조선민주주의인민공화국과의 관계 등, 여러 가지 이유 때문에 북파공작원의 존재를 공식적으로 인정하지 않고 있다. 때문에 공작원으로 양성된 군인들은 군번도 계급도 받지 못하고 암암리에 '전사자'로 처리되어 해당 유족들에게 어떠한 보상도 주어지지 않았다. 그러나 한국방송공사의 〈추적 60분〉이 북파공작원 문제를 보도하는 등 사회 일각에서 이들에게 정당한 피해 보상을 해야 한다는 지적이 있었고, 2003년 3월에 국가인권위원회가 국회의장과 국방부장관에게 북파공작원의 실체를 인정하고 그들의 명예회복 및 보상을 규정한 특별법을 제정할 것을 권고하기도 했다. 이에 2004년 특수임무수행자 보상에 관한 법률이 제정되고,  2007년 제17대 국회에서는 〈특수임무수행자 지원 및 단체설립에 관한 법률〉을 제정하였다. 이를 바탕으로 2008년 1월에 공법단체 '특수임무수행자회'를 발족했다.
'특수임무수행자'란 '특별한 내용ㆍ형태의 정보 수집 등을 목적으로 하는 활동으로서 국가를 위한 특별한 희생이 요구되는 활동'을 수행했던 사람으로 이들이 말하는 특수임무수행자를 대표하는 단체가 대한민국특수임무수행자회(대한민국특수임무유공자회 2011.8.4변경)이다. 보상법에서는 1948년 8월 15일부터 2002년 12월 31일 사이에 특수임무를 하거나 훈련을받은 사람에게도 보상한다.

## 관련 법률
- 특수임무수행자 보상에 관한 법률
- 재일교포 북송저지 특수임무수행자 보상에 관한 법률
- 특수임무유공자 예우 및 단체설립에 관한 법률

## 관련 단체
- 특수임무수행자보상심의위원회(정부 기관)
- 특수임무수행자회(공법 단체)